# Municipio de Hainesport
El municipio de Hainesport (en inglés: Hainesport Township) es un municipio ubicado en el condado de Burlington en el estado estadounidense de Nueva Jersey. En el año 2010 tenía una población de 6.110 habitantes y una densidad poblacional de 351,15 personas por km².

## Geografía
El municipio de Hainesport se encuentra ubicado en las coordenadas 39°58′53″N 74°49′59″O / 39.98139, -74.83306.

## Demografía
Según la Oficina del Censo en 2000 los ingresos medios por hogar en el municipio eran de $66,417 y los ingresos medios por familia eran $72,005. Los hombres tenían unos ingresos medios de $49,015 frente a los $33,932 para las mujeres. La renta per cápita para la localidad era de $28,091. Alrededor del 3% de la población estaba por debajo del umbral de pobreza.